# Cantonul Saint-Nicolas-du-Pélem
Cantonul Saint-Nicolas-du-Pélem este un canton din arondismentul Guingamp, departamentul Côtes-d'Armor, regiunea Bretania, Franța.

## Comune
- Canihuel
- Kerpert
- Lanrivain
- Peumerit-Quintin
- Saint-Connan
- Saint-Gilles-Pligeaux
- Saint-Nicolas-du-Pélem (reședință)
- Sainte-Tréphine